# Иохелес, Евгений Львович
Евгений Львович Ио́хелес (1908 — 1989) — советский архитектор и градостроитель. Лауреат Государственной премии СССР (1973).
Брат пианиста Александра Иохелеса. Муж поэтессы Ирины Анатольевны Снеговой.

## Биография
Евгений Львович Иохелес родился 12 мая 1908 года в Москве в семье врачей Льва Евсеевича Иохелеса и Фрейды Шмуелевны Каплан. Окончил архитектурный факультет ВХУТЕИН в 1930 году. Тогда же входил в Объединение архитекторов-урбанистов (АРУ).
Работал в Гипрогоре под руководством Н. А. Ладовского, занимался вопросами планировки и градостроительства. Разработал проекты для городов Алма-Ата и Павлово, большое внимание уделял инсоляции зданий.
Работал в архитектурных мастерских при Моссовете, где трудился над проектами жилых домов в ходе реконструкции Москвы в 1930-х годах. Проект жилого дома «Полярник» на Никитском бульваре сделал его одним из ведущих московских архитекторов.
С 1937 года работал вместе с архитектором И. В. Жолтовским, став его ближайшим помощником. С 1939 по 1941 год преподавал в Московском архитектурном институте.
В 1943 году вновь вернулся на работу в Моссовет. В 1945—1946 годах написал и защитил диссертацию «Некоторые вопросы проектирования застройки жилых районов советских городов», одновременно, с 1945 года преподавал в Институте аспирантуры Академии архитектуры СССР и занимался экспериментальным проектированием в области градостроительства.
Не прекращал он и работы над проектами жилых домов. С 1952 года Евгений Иохелес руководил мастерской специального архитектурно-конструкторского бюро при Моссовете, которое занималось организацией индустриального строительства жилья в Москве, подготовкой типового проектирования и условий создания домостроительных комбинатов. Первым результатом этой работы стала экспериментальная застройка района Новых Черемушек четырьмя кварталами зданий. Каждый квартал был со своим назначением: 12-й впервые в СССР был застроен крупноблочными зданиями по новой единой номенклатуре, в 9-м квартале исследовались варианты планировки малометражных квартир в кирпичных домах. Здесь всего 2 из 18 зданий были построены из крупных элементов, в том числе 4-этажный дом из керамзитобетонных панелей, спроектированный лично Иохелесом.
В 10-м квартале отрабатывалось строительство различных серий многоэтажных домов, а 11-й полностью состоял из 5-этажных зданий из керамзитобетонных панелей, построенных по результатам эксперимента в 9-м квартале — так началось строительство домов серии 1-515.
В 1949 году мастерскую Иохелеса перевели в только что созданный Центральный научно-исследовательский проектно-экспериментальный институт индустриального и типового проектирования жилья (ЦНИИЭП жилища). Работа шла в двух направлениях: решение градостроительных задач при застройке жилых районов и совершенствование типовых серий домов и их внедрение в заводское производство. Анализируя итоги эксперимента в Новых Черемушках Иохелес счел, что модуль в 30 см, положенный в основу большинства индустриальных серий зданий устарел и исчерпал себя. Был создан новый модуль размерами 120x120 см, позволявший фиксировать точки соединения панелей, что позволяло их сочетать в различных комбинациях, не вводя новые марки изделий в производство.
Были разработаны жилые дома серий 60 и 84, вначале апробированные на заводах крупнопанельного домостроения Министерства энергетики СССР и использовавшиеся на строительстве городов Припять, Изобильный, Энергодар. После нескольких модификация здания 84-й серии были освоены на нескольких крупных заводах и такие дома появились в Львове, Нарве, Тихвине, Нижнекамске, Чебоксарах, Нововоронеже. Методические принципы этой серии в дальнейшем были использованы при создании региональной серии 137, использовавшейся при застройке Ленинграда и Ленинградской области. Они же успешно применялись и в кирпичной застройке 5-9-14-этажными домами города Тольятти.
Кроме того, Евгением Иохелесом были подготовлены проекты застройки жилых районов Корейская слобода во Владивостоке, центре Архангельска. С 1967 года Иохелес стал руководителем авторского коллектива по планировке и застройке городов Тольятти и Ульяновска, и заместителем Б. Р. Рубаненко, возглавлявшим весь комплекс работ.
Умер в Москве 24 сентября 1989 года. Похоронен на Ваганьковском кладбище.

## Награды и премии
- Государственная премия СССР — за архитектуру новых жилых районов города Тольятти (1974);
- Премия Совета Министров СССР — за проектирование и строительство жилого района Корейская слобода во Владивостоке (1973).
- Заслуженный архитектор РСФСР (1979);
- Орден Трудового Красного Знамени;
- медали.

## Избранные работы

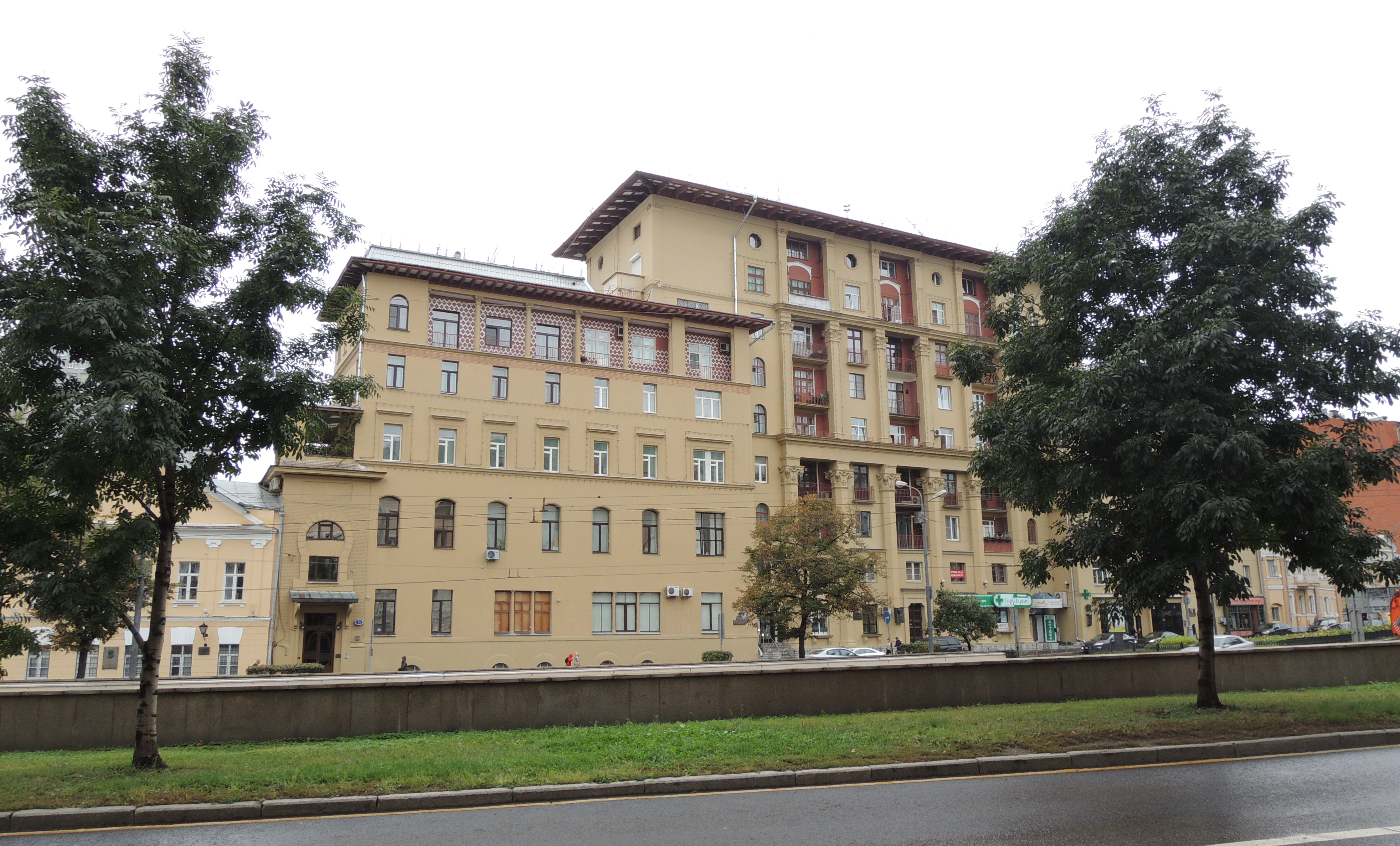
Дом полярников

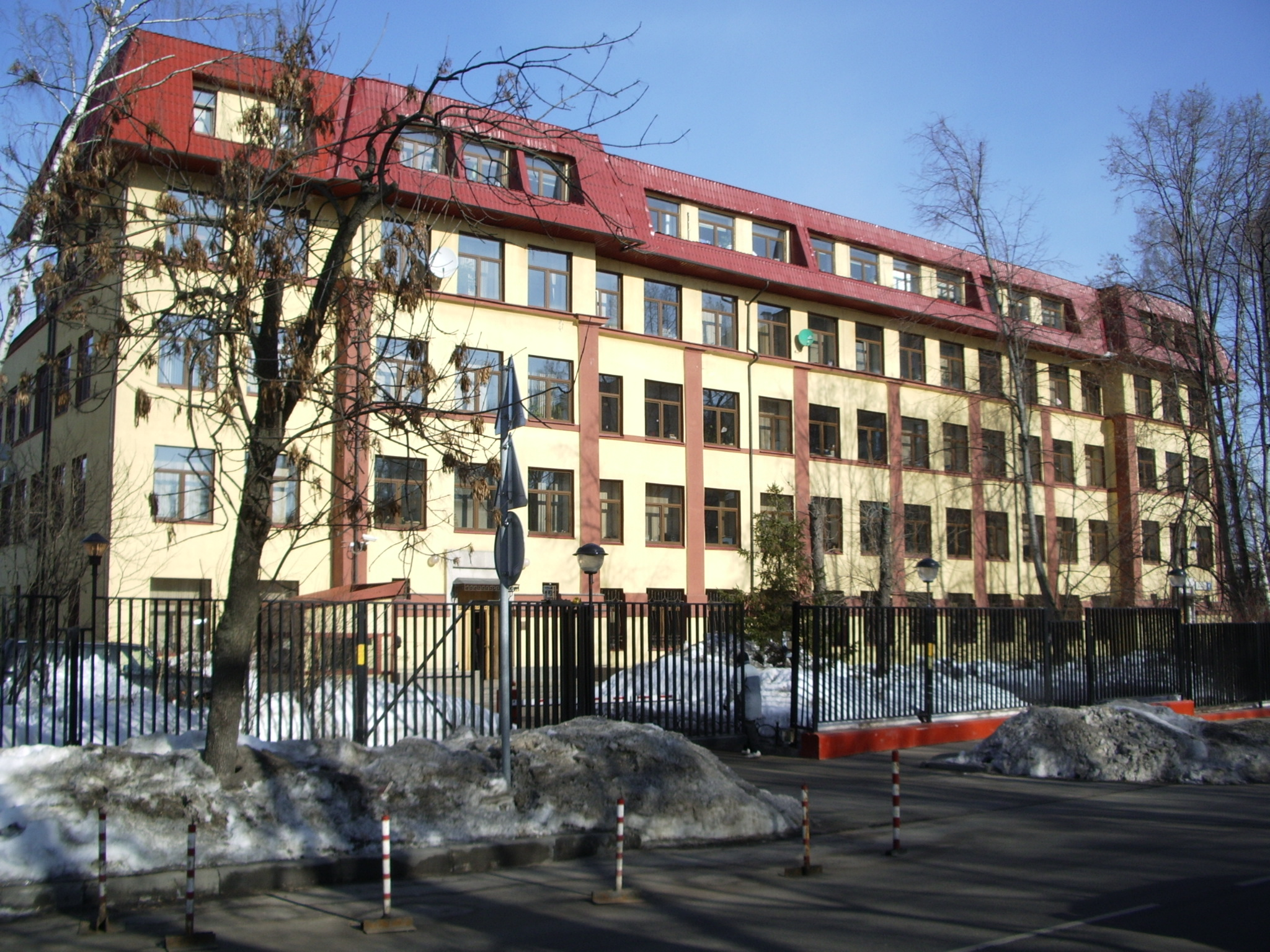
Здание школы № 149 после реконструкции и надстройки

- Проект реконструкции Трубной площади в Москве (1931, под руководством Н. А. Ладовского);
- Жилой дом Главсевморпути (1937) на нынешнем Никитском бульваре в Москве (1937);  памятник архитектуры (региональный) — («Дом полярников»). Изначально — доходный дом графини Н. А. Шереметевой, построенный в 1901 году архитектором Александром Мейснером (сохранился вход в доходный дом, № 7Б). Перестроен в 1936—1937 годах Евгением Иохелесом по заказу Главсевморпути>. Дом в итальянском стиле представляет собой один из наиболее изящных примеров предвоенной советской архитектуры. Здание, увенчанное широким карнизом, выходит на бульвар практически симметричным фасадом. Левое крыло отличается размером и формой окон, оно несколько повёрнуто относительно плоскости фасада — Евгений Йохелес включил в свой проект небольшой дореволюционный доходный дом, органично вписав его в больший масштаб нового строительства.

- Дом ветеранов МОПР в Звенигороде;
- Школа № 149 в поселке Сокол в Москве (1935; здание не сохранилось);
- Жилой дом на улице Правды, 17/19 (1951). Проект удостоен почётной грамоты всероссийского конкурса на лучшие здания 1951 года[3];
- Планировка и застройка «корейской слободы» во Владивостоке (1960-е гг.);
- Застройка Ростовской набережной в Москве (1950—1960-е гг.);
- Генплан города Тольятти (1967—1968, руководители Б. Р. Рубаненко и В. А. Шквариков).